# Benoît Janvier
Benoît Janvier (Eaubonne, 13 marzo 1978) è uno schermidore francese, vincitore di una medaglia d'oro ai campionati mondiali di scherma.

## Palmarès
In carriera ha conseguito i seguenti risultati:
- Mondiali di scherma

Lisbona 2002: oro nella spada a squadre.
- Europei di scherma

Funchal 2000: oro nella spada a squadre.
Coblenza 2001: bronzo nella spada a squadre.
Bourges 2003: oro nella spada a squadre.